# Miguel Ydígoras Fuentes
José Miguel Ramón Ydígoras Fuentes (Retalhuleu, 17 de octubre de 1895 - Ciudad de Guatemala, 6 de octubre de 1982) fue un político y militar guatemalteco que se desempeñó como presidente de Guatemala desde el 2 de marzo de 1958 hasta el 31 de marzo de 1963.
Ydígoras Fuentes estuvo en el exilio tras el derrocamiento de Federico Ponce Vaides y luego intentó afanosamente conseguir patrocinio para derrocar el Gobierno de Jacobo Árbenz GuzmánTras el triunfo del Movimiento de Liberación Nacional en 1954, fundó el Partido Redención, y fue presidente de Guatemala del 2 de marzo de 1958 al 31 de marzo de 1963, cuando fue derrocado por un golpe de Estado dirigido por su Ministro de Defensa, Enrique Peralta Azurdia. Su régimen dictatorial fue apoyado por Estados Unidos.
Durante su dictadura fueron suspendidas las relaciones de Guatemala con Cuba, debido en parte a la llegada de Fidel Castro al poder. Ydígoras autorizó el entrenamiento en Guatemala de 5 000 tropas anticubanas; también hizo disponibles pistas aéreas en el área de Petén para facilitar la invasión norteamericana de 1961 a la Bahía de Cochinos en Cuba. Asimismo, se generó un conflicto diplomático con México tras ordenar un ataque aéreo a embarcaciones pesqueras mexicanas que consuetudinariamente violaban aguas guatemaltecas. Durante su gobierno tuvo lugar el fallido levantamiento militar que marcó el inicio de la Guerra civil de Guatemala, la cual se prolongó por un período de 36 años y causó 200.000 muertes.

## Primeros años y educación
Su padre se llamaba Miguel Ydígoras y Herreros, y su madre, Atala Fuentes y Ugarte.
Tuvo un hermano, llamado Álvaro.
Se graduó como abanderado de su promoción de la Escuela Politécnica ―la academia militar de Guatemala― y en 1919 representó a Guatemala en la Conferencia de Paz en París tras el final de la Primera Guerra Mundial.
En 1937 fue ascendido a general.
Durante los años veinte, el campo de aviación y la Escuela de Aviación Militar se encontraban en el Campo de Marte, y el primer hangar era una barraca de madera. Ydígoras-Fuentes estuvo entre los primeros alumnos aspirantes a pilotos aviadores militares junto a Oscar Morales López, Heriberto Taracena, Federico Flores Chavarría, Oscar Rodríguez y Carlos Gálvez.

## Gobierno del general Ubico

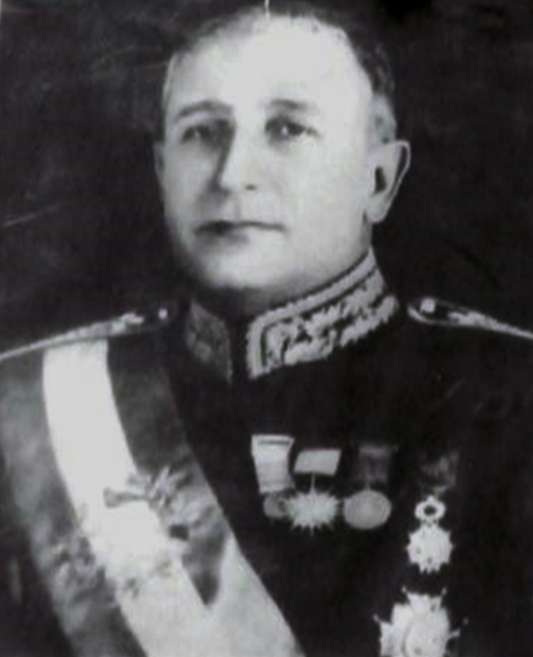
Jorge Ubico Castañeda

Durante el gobierno del general Jorge Ubico, Ydígoras-Fuentes fue jefe político de dos departamentos y en 1939 fue nombrado como director de la Dirección General de Caminos, puesto en el que estuvo hasta la caída del régimen ubiquista el 1 de julio de 1944. Ydígoras abandonó el país y se fue a Washington (Estados Unidos) como agregado militar y posteriormente como embajador en Londres (Reino Unido).

## Elecciones presidenciales de 1950

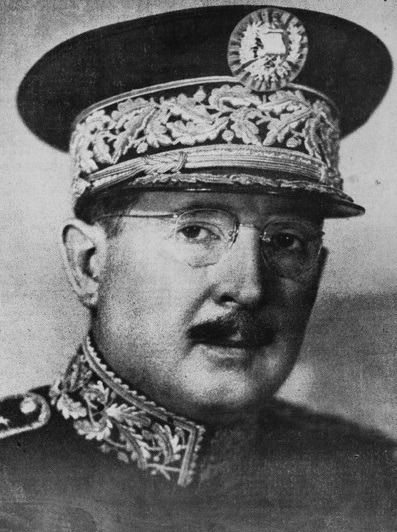
Miguel Ydígoras Fuentes en 1950

Ydígoras-Fuentes regresó a Guatemala para participar como candidato opositor en contra del coronel Jacobo Árbenz Guzmán en las elecciones de noviembre de 1950, pero fue derrotado.
La oposición alegó que hubo considerables manipulaciones de los electores por parte del Gobierno de Juan José Arévalo, que puso a disposición del candidato oficial considerables recursos, pero no pudo revertir el resultado.
Ydígoras, insatisfecho con la derrota, partió hacia la embajada de los Estados Unidos en El Salvador el 10 de enero de 1951 y se presentó ante el secretario de asuntos de dicha embajada, William Wieland.
Ydígoras le preguntó a Wieland si tenía tiempo para escuchar una historia sobre Arévalo y sin esperar respuesta le empezó a relatar un supuesto incidente en el que durante una reunión en Londres, Inglaterra, se había encontrado con profesor chileno, cuyo nombre no recordaba; supuestamente, el profesor confundió a Ydígoras por un comunista y le contó que tanto él como Arévalo eran agentes soviéticos y que Arévalo había sido enviado a Guatemala para tomar el Gobierno «en nombre del Kremlin». Ydígoras entonces pasó a relatar que estaba dispuesto y ansioso por defender a su patria, pero que necesitaba ayuda económica para hacerlo. Wieland lo interrumpió en ese momento y dio por concluida la reunión diciéndole: «Gracias general por esta amena e informativa visita». No sería la última vez que Ydígoras daría una pésima impresión a los oficiales estadounidenses.
Unas cuantas semanas después, algunos colaboradores de Ydígoras visitaron a Anastasio Somoza García, presidente de Nicaragua,
a quien le dijeron que ya tenían a los militares y a las armas necesarias para derrocar a Arévalo el 28 de febrero de 1951, pero que necesitaban dinero. Somoza les dijo que saludaran a Ydígoras de su parte, pero no les dio nada, pues no creía que en esos momentos el ejército guatemalteco estuviera dispuesto a apoyar un golpe de Estado.
Ydígoras no fue el único que solicitó ayuda a los estadounidenses: el coronel retirado Roberto Barrios Peña y Guillermo Putzeiys lo hicieron también, pero recibieron la misma respuesta ante sus débiles propuestas: los Estados Unidos miraban con preocupación la proliferación del comunismo en Guatemala, pero no estaban en posición de apoyar un golpe de Estado en ese momento.
Desde El Salvador, Ydígoras-Fuentes colaboró con el coronel Castillo Armas en las primeras etapas de la invasión que organizó la CIA para derrocar el régimen izquierdista de Arbenz.
Pero cuando Castillo Armas ya había triunfado, envió a Ydígoras-Fuentes como embajador a Colombia para alejarlo de la escena nacional.

## Gobierno (1958-1963)
Ydígoras-Fuentes retornó a Guatemala en 1957, luego del asesinato de Castillo Armas para participar en las contiendas electorales, en donde resultó vencedor.
Su vicepresidente fue el poderoso ganadero Manuel Ralda Ochoa, mientras que su ministro de Relaciones Exteriores fue el licenciado Jesús Unda Murillo. Durante su Gobierno fueron suspendidas las relaciones de Guatemala con Cuba, debido en parte a la llegada de Fidel Castro al poder.

### Conflicto diplomático con México
Empezando en noviembre de 1956, Guatemala notificó varias veces al Gobierno mexicano de tala ilegal de árboles en Petén y de pesca ilegal de camarón en aguas guatemaltecas del Océano Pacífico desde 1954.
El Gobierno guatemalteco indicó también que dichas embarcaciones no exponían matrícula de identificación ni bandera nacional y que Guatemala se reservaba el derecho de atacar a dichos "piratas". El 8 de noviembre de 1957, el ministro guatemalteco de Relaciones Exteriores, Adolfo Molina Orantes, envió una carta diplomática, la primera de varias quejas formales al Gobierno mexicano, explicando que la tala ilegal de árboles y la pesca furtiva en aguas territoriales de Guatemala se habían convertido en una práctica sistemática y solicitó al Gobierno mexicano que, para evitar hechos que pudieran perjudicar las excelentes relaciones diplomáticas, México tomara las medidas necesarias.
El 12 de noviembre de 1958, la Dirección General de la Marina Mercante en México dictó la última de las exhortaciones al Gerente de Puertos Libres Mexicanos, la cual fue ignorada una vez más por las embarcaciones mexicanas. Esto generó tensiones adicionales entre las dos naciones, al punto que el presidente Ydígoras-Fuentes advirtió a México el uso de la fuerza para preservar la integridad de la frontera y las riquezas naturales de Guatemala.

El 28 de diciembre, una aeronave C-47 de la Fuerza Aérea Guatemalteca llevó a cabo una misión de reconocimiento con el fin de corroborar reportes de pequeñas embarcaciones mexicanas en aguas de Guatemala. En la mañana del 29 de diciembre, Jesús Unda Murillo, Ministro de Relaciones Exteriores de Guatemala, contactó al Gobierno mexicano una vez más para se que tomaran medidas oportunas para evitar que embarcaciones mexicanas ejercitaran la pesca en aguas territoriales guatemaltecas o repitieran un desembarco en las costas guatemaltecas como el de la semana anterior. El 30 de diciembre, la prensa mexicana publicó una carta abierta escrita por el presidente Ydígoras-Fuentes, en la que amenazó de "bombardear y ametrallar hasta hundir todo barco pirata de día y de noche, hasta acabar con esos bandidos, piratas y filibusteros."

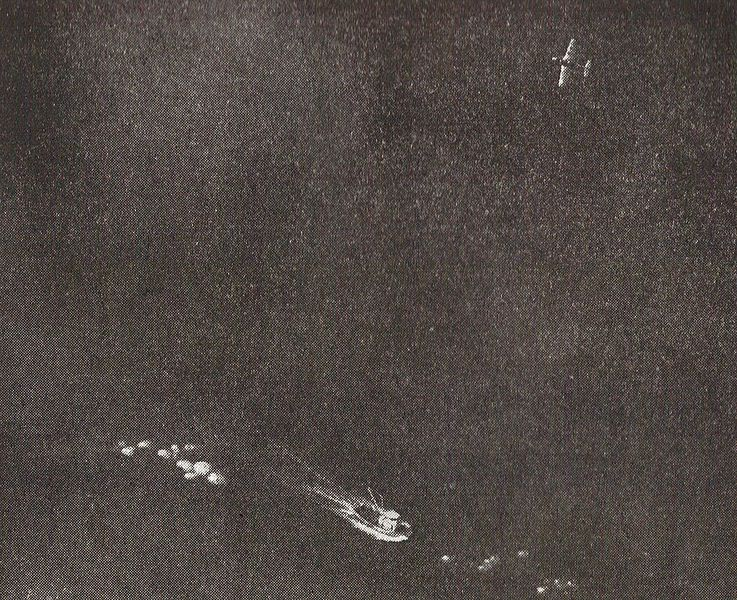
Un Mustang de la FAG sobrevuela la embarcación mientras otro Mustang efectúa descargas de advertencia.

La Fuerza Aérea Mexicana no respondió la agresión, y se ha sugerido que el presidente de México licenciado Adolfo López Mateos, quien tenía menos de un mes en el cargo, no agredió a Guatemala por ser México el país líder de la Organización de los Estados Americanos (OEA) y por posibles repercusiones políticas; al conflicto entonces, se le dio una salida diplomática.
En marzo de 1959, la situación diplomática empeoró cuando Ydígoras-Fuentes acusó al Gobierno mexicano de albergar a José Gregorio Díaz y Rogelio Cruz Wer, exfuncionarios guatemaltecos, y de planear una invasión a Guatemala desde México; aunque este cargo fue rechazado y desmentido, otros cargos fueron expuestos por Ydígoras-Fuentes, incluyendo una alianza militar secreta entre Belice y México para invadir a Guatemala.
Finalmente, en agosto de 1959 funcionarios de ambos países indicaron a embajadores de los países mediadores que estaban dispuestos a reanudar las relaciones diplomáticas. Como resolución del conflicto, Guatemala lamentó haber tenido que usar violencia contra los barcos pesqueros y México lamentó que los pescadores mexicanos entraron a territorio guatemalteco sin el conocimiento del Gobierno mexicano y aseguró que dichas actividades no continuarían y que iba a restringir esa conducta por medio de sus guardacostas de la Armada de México. Guatemala aceptó indemnizar a los pescadores heridos y a las familias de aquellos muertos, así mismo aceptó negociar las reparaciones de los barcos y se reservó el derecho de prevenir la pesca ilícita en sus litorales. Ambos Gobiernos aceptaron desarrollar un convenio para prevenir dificultades similares y de aceptar la mediación por medio de la Corte Internacional de Justicia si fuera necesario en el futuro.

### Entrenamiento de tropas anticastristas en Retalhuleu
Ydígoras-Fuentes autorizó el entrenamiento en Guatemala de 5000 tropas cubanas anticastristas en la Finca La Helvetia en Retalhuleu; cedió estos campos de entrenamiento a los expedicionarios a cambio de las promesas que el Gobierno del presidente norteameriano John F. Kennedy le formuló, según él mismo confesó más tarde: dinero contante y sonante,
y un aumento de la cuota guatemalteca de azúcar en el mercado de los Estados Unidos.
También hizo disponibles pistas aéreas en el área de Petén para facilitar la invasión estadounidense de 1961 a la Bahía de Cochinos en Cuba.

### Inicio de la guerra civil

#### Rebelión del 13 de noviembre de 1960
Entre el 11 y 12 de noviembre de 1960, un grupo de jóvenes oficiales, suboficiales y soldados del Ejército Nacional de Guatemala se concentraron en la Ciudad de Guatemala con el fin de derrocar al Gobierno de Ydígoras-Fuentes, fundamentándose por la difícil situación de las unidades militares en cuanto a mal trato y soporte logístico deficiente
y por la corrupción y los malos manejos del Gobierno;
inspirados y alentados por el triunfo de la Revolución Cubana, señalaron en un comunicado que había llegado el momento de actuar para «derrocar al Gobierno (…) y formar un Gobierno que sea respetuoso de los derechos humanos, que busque los remedios para los males de nuestro país y que tenga una política exterior seria y digna».
Se rebelaron el 13 de noviembre pero por falta de coordinación entre los que dirigen la asonada y por la defección de varios de los conjurados que los traicionaronn, tuvieron huir hacia las bases militares de Zacapa y Puerto Barrios, donde creyeron que sus compañeros los ayudarían, pero fueron derrotados. Los principales líderes, teniente y especialista de inteligencia y el subteniente y ranger Marco Antonio Yon Sosa y Luis Augusto Turcios Lima se tuvieron que esconder y exilar de Guatemala.
Dos días después del levantamiento militar del 13 de noviembre contra su Gobierno, el mandatario decidió ir a Puerto Barrios a perseguir a los rebeldes personalmente, y varios miembros de su Estado Mayor Presidencial lo siguieron en un avión AT-11 de la Fuerza Aérea. El avión iba piloteado por el teniente Carlos Morales Villatoro y cuando llevaban una hora se quedó sin luces y sin instrumentos, y solo lograron aterrizar cuando vieron las luces de otro avión que ya había aterrizado y lograron ejecutar una maniobra de aterrizaje de emergencia.

#### Formación de las Fuerzas Armadas Rebeldes

Bandera del Movimiento Revolucionario 13 de Noviembre

El 7 de febrero de 1962 se integró un pequeño grupo de jóvenes rebeldes dirigidos por los Yon Sosa y Turcios Lima, junto con César Montes,
creando el Movimiento Revolucionario 13 de Noviembre (MR-13). Entre sus miembros aparece también Pablo Monsanto,
quien también era conocido por el sobrenombre de Manzana. El grupo abrió así un nuevo tipo de lucha política en el país al formar el Movimiento Revolucionario 13 de Noviembre (MR-13) con el fin de derrocar al Gobierno por medio de las armas; para ello contactaron con los grupos políticos, en especial con el PGT, para establecer alianzas. La crisis política continuó y el Gobierno abrió muchos flancos, iniciándose así la lucha guerrillera en Guatemala.
Después de la fundación del MR-13 en febrero de 1962, pasa un año y se crean las Fuerzas Armadas Rebeldes (FAR) en un pequeño restaurante chino de tradición en la Ciudad de Guatemala: el 7 de febrero de 1963, año que comenzó en caos con movimientos reivindicativos y con huelgas de trabajadores de correos y de la salud, se reunieron en el restaurante Fu Lu Sho en la 6a. avenida y 12 calle de la zona 1, a escasas seis cuadras del Palacio Nacional, Yon Sosa, Turcios Lima, y los civiles Bernardo Alvarado Monzón, Mario Silva Jonama, Joaquín Noval y Bernardo Lemus. Acordaron dar a conocer públicamente la creación de las FAR, integrando la representación del Movimiento 13 de Noviembre, el Partido Guatemalteco del Trabajo y el Movimiento 12 de abril, nombrando como jefe militar de la organización al Comandante Yon Sosa.

### Jornadas Estudiantiles de marzo y abril de 1962
En diciembre de 1961 Ydígoras-Fuentes organizó un fraude electoral en los comicios para elegir a los diputados al Congreso de la República. Se determinó que el 1 de marzo de 1962 tomarían esos diputados sus respectivos cargos. Los estudiantes universitarios, organizados en la Asociación de Estudiantes Universitarios (AEU), y los estudiantes de educación secundaria reunidos en el Frente Unido del Estudiantado Guatemalteco Organizado (FUEGO) realizaron una protesta el 1 de marzo de ese año y ese mismo día, los estudiantes realizaron un paro de labores en las diferentes facultades y escuelas de la Universidad, dispersas por el centro de la Ciudad. Colocaron banderas negras en las partes frontales de los edificios denunciando «la muerte de la democracia». La protesta tuvo efecto. En los siguientes días crecieron las acciones en contra del régimen, inclusive grandes manifestaciones en las calles de la capital.
El 9 de marzo, la AEU llamó a un segundo paro de labores. El 13 se realizó un paro más. Los estudiantes paralizaron buena parte de la actividad económica de la capital. Controlaron los accesos de la ciudad, tirando tachuelas para detener el tránsito de vehículos. Fueron las primeras jornadas de lucha masiva, desde el golpe contrarrevolucionario de 1954. Los estudiantes, utilizando únicamente palos, piedras y algunas bombas Molotov, detuvieron los avances de las fuerzas públicas. Cuando el Gobierno cortó la red telefónica, los estudiantes reaccionaron, ocupando radioemisoras para transmitir sus mensajes y coordinar así sus acciones. Las protestas se extendieron al interior del país, Chiquimula, Jutiapa, Retalhuleu, San Marcos, Huehuetenango y principalmente a Quetzaltenango, el segundo centro de protesta estudiantil.
Los estudiantes organizados contaron con el apoyo de grupos de obreros, sindicalistas, campesinos, pequeños empresarios, mujeres y trabajadores del arte, inconformes con Ydígoras. También llegaron a participar varios partidos políticos de la oposición, quienes maniobraron para tomar el control del movimiento. Con el crecimiento de las protestas, la AEU no solo planteó la anulación de las elecciones del Legislativo; emulando los eventos de junio de 1944, también pidió la renuncia de Ydígoras-Fuentes por su corrupción y despotismo, la disolución del Congreso, la derogación de la Constitución de 1956 y la reimplantación de la de 1945, así como la instalación de una reforma agraria, entre otras demandas.
Los estudiantes de los institutos públicos de nivel medio acuerparon las protestas y sufrieron la mayoría de las bajas. En las jornadas de 1962, la organización de estudiantes de secundaria FUEGO, era líder de los principales grupos de protesta. Varios institutos del Estado fueron violentamente atacados por la policía. En ese momento, el movimiento de masas en la capital ya se había convertido en un reto para el Gobierno. Ydígoras-Fuentes lanzó un comunicado en el cual atribuía los disturbios a los comunistas y llamaba a la población a no permitir que el «comunismo» volviera a «ensangrentar» a Guatemala.
No obstante la persistencia de las protestas, la clave para la permanencia de Ydígoras en el poder fue el papel desempeñado por las fuerzas armadas. Al inicio de las manifestaciones, los militares que estaban descontentos con Ydígoras no actuaron. De tal cuenta, al crecer las protestas, altos oficiales buscaron contacto directo con los estudiantes para planificar la transición pos Ydígoras. El Gobierno estaba a punto de caer, y los estudiantes y sus aliados, de tomar el poder, como lo habían hecho en la Revolución de octubre de 1944. Pero Ydígoras aceptó un acuerdo con los militares, y en pocas semanas sustituyó todo su gabinete de ministros únicamente por militares. A partir de ese momento los militares reforzaron su posición en el poder. Ydígoras-Fuentes ordenó reprimir las protestas; se declaró el estado de sitio, se impuso toque de queda y se inició la persecución y matanza. La falta de un líder y de dirección del movimiento popular, hizo que los acontecimientos se salieran de los marcos legales. Esto dio ventaja a las fuerzas de seguridad y terminó por romper la resistencia de la población. Muchos estudiantes fueron ametrallados y muchos más fueron capturados.
La rebelión popular fue sofocada y al final de la revuelta el saldo era de decenas de muertos y heridos, centenares de capturados y muchos otros expulsados del país. Lo más destacado de este hecho fue que hizo estallar la preinsurrección en la Ciudad de Guatemala, y como consecuencia de la represión, los estudiantes abandonaron la protesta social y la movilización de las masas como vía para cambiar el sistema corrupto y antidemocrático y en adelante, se unirían a la lucha armada guerrillera, principalmente los estudiantes de la Universidad de San Carlos de Guatemala.

### Golpe de Estado (1963)
Estando el Gobierno de Ydígoras en la cuerda floja, este para calmar los ánimos, autorizó que el expresidente, el socialista Juan José Arévalo, líder alrededor de quien se unificaba toda la izquierda, regresara al país y fuera candidato para las elecciones de 1963, y así pudiera ser electo presidente para el periodo 1964-1970. La cúpula del Ejército de Guatemala y las clases altas más conservadoras de la sociedad se opusieron rotundamente, temiendo la posibilidad de que se repitiera la experiencia de 1944-1954. A finales de marzo, los rumores de que Arévalo ingresaría al país arreciaron. El 29 de marzo todos los periódicos del país dieron la noticia en sus portadas de que Juan José Arévalo estaba en Guatemala. Al día siguiente, la madrugada del 30 de marzo de 1963 Ydígoras-Fuentes fue derrocado por su ministro de Defensa, el coronel Enrique Peralta Azurdia, quien inmediatamente declaró estado de sitio y, pensando en que el triunfo electoral de Juan José Arévalo era seguro e inevitable, anuló las elecciones de 1963 acusando a Ydígoras-Fuentes de estar a punto de entregar el poder en las manos del enemigo. Ydígoras-Fuentes fue entonces expulsado del país a Panamá, con lo que se truncó la primera oportunidad de reencausar a Guatemala en la vía democrática interrumpida hacía una década.
Años después, estando en el exilio en 1974, Ydígoras-Fuentes afirmó que su derrocamiento fue una consecuencia del fracaso de la Invasión de Bahía de Cochinos: según él, cuando el presidente de los Estados Unidos John F. Kennedy, lo utilizó a él como chivo expiatorio.

## Información adicional
Dentro de las políticas que desarrolló cabe destacar el bautizo de varias poblaciones con insignes nombres tales como Pedro de Alvarado, Tecún Umán, Melchor de Mencos y Matías de Gálvez, entre otros.

### Infraestructura
También durante su gobierno se inició la construcción del Teatro Nacional que se detuvo por motivos de la muerte del supervisor de obra Marco Vinicio Asturias.

## Muerte

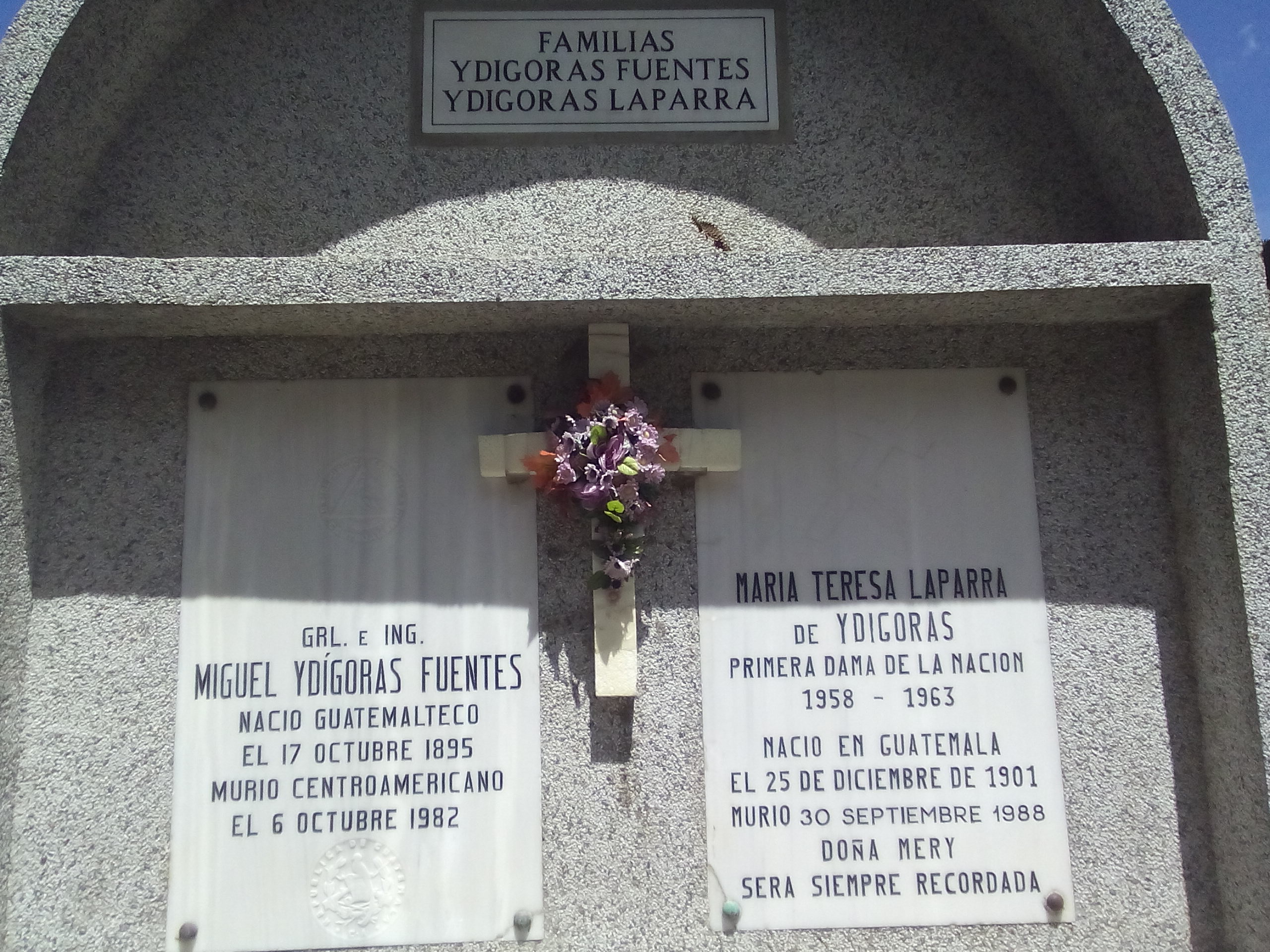
Tumba de Ydígoras

Vivió en la Ciudad de Guatemala hasta el día de su muerte, a los 86 años de edad, siendo uno de los presidentes de Guatemala más longevos, detrás de Guillermo Flores Avendaño, Enrique Peralta Azurdia y Efraín Ríos Montt. Falleció de una hemorragia cerebral el 6 de octubre de 1982 en la Ciudad de Guatemala, fue sepultado en el Cementerio General de esa ciudad.